# Smolarnia (powiat żyrardowski)
Smolarnia – wieś w Polsce położona w województwie mazowieckim, w powiecie żyrardowskim, w gminie Wiskitki. Ma status sołectwa.
W latach 1975–1998 miejscowość położona była w województwie skierniewickim.